# Pieter Lakeman
Pieter Tijmen Lakeman (Amsterdam, 19 januari 1942) is een Nederlands onderzoeker en adviseur.

## Biografie
Pieter Tijmen Lakeman werd in 1942 geboren in Amsterdam als oudste van vier kinderen van een artsenechtpaar. Hij werd grotendeels opgevoed door zijn moeder, een niet-fanatieke aanhangster van de reformatorische kerk die weinig op had met autoriteit. Na omzwervingen langs de School met de Bijbel in Harderwijk en een school in Utrecht kwam Lakeman uiteindelijk terecht op de Werkplaats Kindergemeenschap van Kees Boeke in Bilthoven, een school met veel aandacht voor de wereldvrede en voor de eigen mening van de kinderen. Na het afronden van de middelbare school vertrok Lakeman in de jaren 60 naar Amsterdam.
Vanaf 1960 tot en met 1973 studeerde hij eerst zes jaar natuurkunde en daarna zes jaar econometrie aan de Universiteit van Amsterdam. In die tijd liet hij zich inspireren door de provobeweging, die machthebbers graag belachelijk mocht maken. Na twee jaar te hebben gewerkt bij de havenonderneming Van Ommeren, richtte hij in 1976 de Stichting Onderzoek Bedrijfs Informatie (SOBI) op, waarvan hij nog altijd de voorzitter is.

### Bestrijder van fraude
Het doel van SOBI is: "Het bevorderen van een juiste verslaggeving door het Nederlandse bedrijfsleven". Met zijn stichting doet hij in opdracht van aandeelhouders onderzoek naar de financiële situatie van beursgenoteerde ondernemingen. Hij schreef verscheidene boeken over zijn vakgebied en zijn bekendste boek buiten zijn directe vakgebied is Binnen zonder kloppen: Nederlandse immigratiepolitiek en de economische gevolgen, waarin hij de Nederlandse immigratiepolitiek van de jaren 60 tot 90 van de vorige eeuw economisch bekeek. Volgens Lakeman heeft de immigratie van onder meer Marokkanen en Turken de Nederlandse samenleving veel meer gekost dan opgeleverd, tot 1999 zo’n zeventig miljard gulden. Daarnaast betoogt hij dat het bedrijfsleven al vanaf de eerste werving wist dat het niet ging om tijdelijke arbeidskrachten.
Lakeman nam in zijn acties en publicaties (o.a. Het gaat uitstekend en Frisse zaken) vele bedrijven en functionarissen (zowel uit het bedrijfsleven als politici) op de korrel. In zijn publicaties legde hij verbanden bloot, schetste de dubieuze rol van vele bekende Nederlanders, waarbij hij ook bekende namen niet schuwde: in twee van zijn publicaties belichtte hij de rollen van de gebroeders Rob en Ruud Lubbers en hun bedrijf Hollandia Kloos, in de sanering van de staalindustrie in Nederland.
In 1994 stelde hij al in het Nieuwsblad van het Noorden: "Er kan zich geen geval van witte-boordencriminaliteit voordoen of er staat wel een accountant met de handen in de zakken bij te kijken."
Als SOBI-voorzitter speelde Lakeman een kleine rol in de Aandelenlease-affaire waarbij hij brochures van Legio Lease (later overgenomen door Dexia) had goedgekeurd.
In de periode 1979 tot 2000 was Pieter Lakeman lid van de Raad van Advies van OR-Informatie (vakblad voor ondernemingsraden).
Met zijn stichting heeft Lakeman onder andere gestreden tegen fraude met de jaarrekening bij het supermarktconcern Ahold NV, diens voormalige bestuursvoorzitter Cees van der Hoeven en de accountant Deloitte. Hij vermoedde malversaties bij de Argentijnse deelneming van het concern. In zijn boek Accountants in de fout besteedde hij een heel hoofdstuk aan de accountants van Ahold, die volgens Lakeman volledig op de hoogte waren van de side-letters. Het College van Beroep voor het bedrijfsleven gaf op 11 september 2008 een individuele accountant van Deloitte op verzoek van SOBI in hoger beroep een berisping. In 2012 pakte de VEB dit op met een rechtszaak tegen alle toenmalige leden van de maatschap Deloitte. Ahold betaalde aandeelhouders eerder al 1,1 miljard dollar terug.
Eerder richtte hij zijn pijlen ook op onder meer de bedrijven Aegon en KPN. Zijn voornaamste klacht is dat de bedrijven door te sjoemelen met de boekhouding hun resultaten fictief te hoog oppompen om zo mooie winststijgingen te laten zien en privé te profiteren van hun aandelen- en optiebeloningen. Pas in 2012 pakte toezichthouder Autoriteit Financiële Markten de rol van Lakeman op, door eindelijk zelf scherper de verslaggeving van accountants te gaan controleren. In de Vestia-affaire diende Pieter Lakeman via SOBI op 2 mei 2012 een tuchtklacht in tegen de accountant van KPMG inzake de jaarrekening 2010.

### Ondergang DSB Bank
De meeste media-aandacht kreeg Lakeman met de ondergang van de DSB Bank.
In augustus 2009 werd Lakeman voorzitter van de Stichting Hypotheekleed die een massaclaim in voorbereiding had tegen DSB Bank. In het tv-programma Goedemorgen Nederland van donderdag 1 oktober 2009 heeft Lakeman de rekeninghouders geadviseerd om onmiddellijk hun spaargeld bij DSB Bank weg te halen, om zodoende een faillissement van de bank te bewerkstelligen. Dit zou volgens Lakeman in het belang zijn van henzelf en van gedupeerden die een te grote hypotheekschuld bij DSB hebben.
Premier Balkenende noemde de oproep van Lakeman later 'bedenkelijk' en minister Wouter Bos van Financiën sprak van een 'onverantwoordelijke' actie van Lakeman. Een groot aantal DSB-klanten gaf gehoor aan de oproep van Lakeman en er ontstond een bankrun: van de 4,3 miljard euro aan spaartegoeden werd na de oproep van Lakeman binnen 11 dagen 622 miljoen euro door klanten bij de bank weggehaald. Op aanvraag van De Nederlandsche Bank werd op maandag 12 oktober 2009 de noodregeling van toepassing verklaard op DSB Bank. Op 19 oktober 2009 is de bank failliet verklaard.
Lakeman noemde de noodregeling 'een enorme opsteker' voor de slachtoffers van de bank. 'Onze bedoeling was Scheringa buitenspel te zetten. Scheringa was tot het laatst toe alleen maar zijn eigenbelang aan het najagen', zei hij in een reactie tegenover RTL Z. 'Die tent moest failliet en dat hebben we in twee weken bereikt.' Lakeman zelf werd ook mikpunt van kritiek. Zo werd de website lakemanleed.nl gelanceerd, met als doel hem aansprakelijk te stellen voor de geleden schade van (andere) gedupeerden.
Volgens medewerker Daan Dorenbos van Stibbe had Pieter Lakeman zich schuldig gemaakt aan het overtreden van drie artikelen uit het Wetboek van Strafrecht (artikel  142 (de opzettelijke verstoring van de rust door valse alarmkreten of signalen), artikel 261 (het smaadartikel (het opzettelijk aanranden van iemands goede naam en reputatie)) en artikel 334 (de wederrechtelijke bevoordeling door het verspreiden van leugenachtige berichten)) met zijn oproep tot een bankrun op de DSB Bank. Dorenbos deed deze uitspraak tijdens een symposium DSB-leed van de juridische faculteit van Universiteit Leiden. Er heeft echter niemand aangifte gedaan van een veronderstelde overtreding of misdrijf door Lakeman.
De Autoriteit Financiële Markten heeft op vrijdag 23 maart 2012 een tuchtklacht ingediend tegen een registeraccountant van Ernst and Young bij de Accountskamer. Volgens de AFM had de accountant nooit de jaarrekening 2008 van de DSB Bank mogen goedkeuren. Lange leningen werden met direct opeisbaar spaargeld gefinancierd.
Op 22 februari 2013 maakte Pieter Lakeman bekend dat hij stopt met zijn Stichting Hypotheekleed. Hij verwacht dat de curatoren, die reeds 180 miljoen hebben uitgekeerd aan DSB-slachtoffers, uiteindelijk bijna 500 miljoen euro zullen gaan uitkeren.

### Andere wapenfeiten
In Frisse zaken (1987) belicht Lakeman onder andere twee hiaten in de belastingwetten:
- De eerste zorgt ervoor dat iemand nooit méér belasting hoeft te betalen dan iemand inkomen heeft. Vooral vermogende personen kunnen met succes hun formele inkomen laag houden (bijvoorbeeld duizend euro per jaar). Inmiddels is dit lek gedicht.
- De tweede maakt het mogelijk dat multinationale ondernemingen ervoor kunnen zorgen dat in Nederland weinig tot geen belasting hoeft te worden betaald. In oktober 2009 heeft de Universiteit Utrecht berekend dat door dit laatste feit de schatkist circa 16 miljard aan inkomsten misloopt en dit is door het tv-programma Zembla in het nieuws gebracht, met de mededeling dat dit hiaat al dertig jaar bestaat.

### Gebundelde claim tegen renteswaps
Op 12 januari 2015 heeft Pieter Lakeman ABN AMRO gedagvaard vanwege verkoop van ondeugdelijke renteswaps aan het midden- en kleinbedrijf. Volgens Lakeman heeft ABN AMRO ondernemers misleid. Namens een groep ABN AMRO-klanten eist Lakeman dat de bank de bestaande renteswapcontracten vernietigt en de te veel geïnde rente terugbetaalt.

## Trivia
- In 2017 sloot hij zich aan bij de politieke partij Forum voor Democratie.[28]
- Via zijn matrilineaire lijn stamt hij af van Pierre Joseph Baudet (1778-1858), een vluchteling uit Henegouwen en tevens de voorvader is van Forum voor Democratie leider Thierry Baudet.